# 파 크라이 (시리즈)

다음은 1인칭 슈팅 게임 파 크라이 및 그 후속작들이다.

## 역사
| 2004 | 파 크라이                    |
| 2005 | 파 크라이 인스팅트           |
| 2006 | 파 크라이 인스티트: 에볼루션 |
| 2006 | 파 크라이 인스팅트: 프레데터 |
| 2006 | 파 크라이 벤전스             |
| 2007 | 파라다이스 로스트            |
| 2008 | 파 크라이 2                  |
| 2009 |                              |
| 2010 |                              |
| 2011 |                              |
| 2012 | 파 크라이 3                  |
| 2013 | 파 크라이 3: 블러드 드래곤   |
| 2014 | 파 크라이 4                  |
| 2015 |                              |
| 2016 | 파 크라이 프라이멀           |
| 2017 |                              |
| 2018 | 파 크라이 5                  |

### 본편
- 파 크라이
- 파 크라이 2
- 파 크라이 3
- 파 크라이 4

### 확장판
- 파크라이: 인스팅트
  - 파 크라이: 인스팅트 프레데터
- 파 크라이: 벤전스
- 파 크라이 3: 블러드 드래곤